# 凯门福
凯门福，是匈牙利佐洛州所辖的一个村，总面积14.89平方公里，总人口90，人口密度6.0人/平方公里（2010年1月1日）。